# Belleherbe
Belleherbe est une commune française située dans le département du Doubs, la région culturelle et historique de Franche-Comté et la région administrative Bourgogne-Franche-Comté.

## Géographie

### Hydrographie
Le Ruisseau de Buhin, le Ruisseau de Voye sont les principaux cours d'eau traversant la commune.

### Hameaux
Ebey, La Violette, Droitfontaine...

### Climat
Pour des articles plus généraux, voir Climat de la Bourgogne-Franche-Comté et Climat du Doubs.
En 2010, le climat de la commune est de type climat de montagne, selon une étude du Centre national de la recherche scientifique s'appuyant sur une série de données couvrant la période 1971-2000. En 2020, Météo-France publie une typologie des climats de la France métropolitaine dans laquelle la commune est exposée à un climat de montagne ou de marges de montagne et est dans la région climatique  Jura, caractérisée par une forte pluviométrie en toutes saisons (1 000 à 1 500 mm/an), des hivers rigoureux et un ensoleillement médiocre. 
Pour la période 1971-2000, la température annuelle moyenne est de 8,2 °C, avec une amplitude thermique annuelle de 16,9 °C. Le cumul annuel moyen de précipitations est de 1 393 mm, avec 12,2 jours de précipitations en janvier et 11,3 jours en juillet. Pour la période 1991-2020, la température moyenne annuelle observée sur la station météorologique de Météo-France la plus proche, « Sancey-le-grand », sur la commune de Sancey à 7 km à vol d'oiseau, est de 10,2 °C et le cumul annuel moyen de précipitations est de 1 161,7 mm. 
La température maximale relevée sur cette station est de 37,9 °C, atteinte le 24 juillet 2019 ; la température minimale est de −22 °C, atteinte le 20 décembre 2009,,. 
Les paramètres climatiques de la commune ont été estimés pour le milieu du siècle (2041-2070) selon différents scénarios d'émission de gaz à effet de serre à partir des nouvelles projections climatiques de référence DRIAS-2020. Ils sont consultables sur un site dédié publié par Météo-France en novembre 2022.

## Urbanisme

### Typologie
Au 1er janvier 2024, Belleherbe est catégorisée commune rurale à habitat dispersé, selon la nouvelle grille communale de densité à 7 niveaux définie par l'Insee en 2022.
Elle est située hors unité urbaine et hors attraction des villes,.

### Occupation des sols
L'occupation des sols de la commune, telle qu'elle ressort de la base de données européenne d’occupation biophysique des sols Corine Land Cover (CLC), est marquée par l'importance des territoires agricoles (62,3 % en 2018), en diminution par rapport à 1990 (66,4 %). La répartition détaillée en 2018 est la suivante : 
zones agricoles hétérogènes (41,1 %), forêts (31,4 %), prairies (14,5 %), terres arables (6,8 %), zones urbanisées (6,3 %). L'évolution de l’occupation des sols de la commune et de ses infrastructures peut être observée sur les différentes représentations cartographiques du territoire : la carte de Cassini (XVIIIe siècle), la carte d'état-major (1820-1866) et les cartes ou photos aériennes de l'IGN pour la période actuelle (1950 à aujourd'hui).

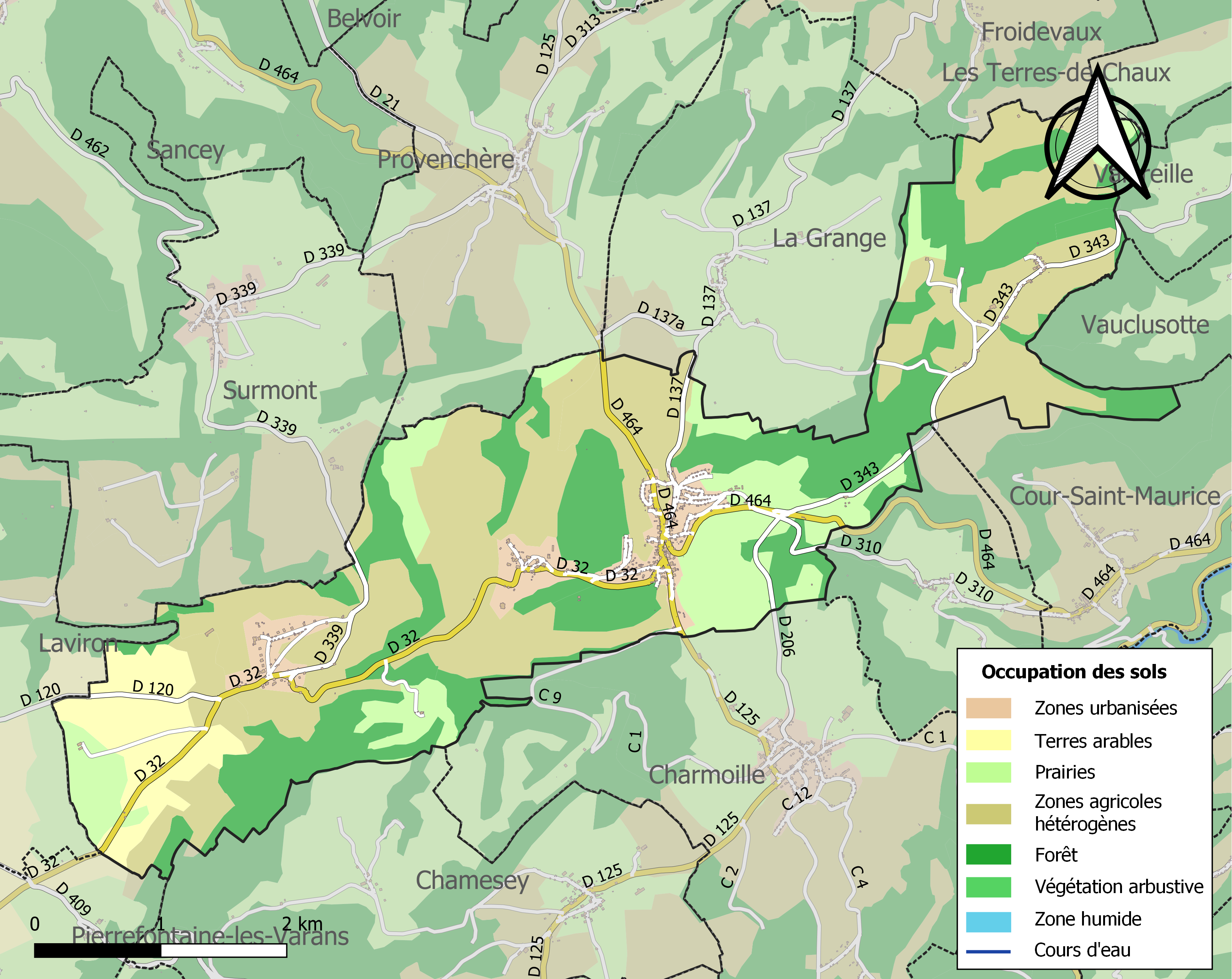
Carte des infrastructures et de l'occupation des sols de la commune en 2018 (CLC).

## Toponymie
Belleherbe en 1417 ; Bellearbe en 1475 ; Belleherbes en 1600. Hameaux : Ebey ; La Violette, qui demanda sans succès à être érigée en commune en 1836. La commune de Droitfontaine a été fusionnée début 1973. Droit fontaine en 1413 ; Droitefontaine en 1682 ; Droit-Fontaine en 1787.

## Politique et administration

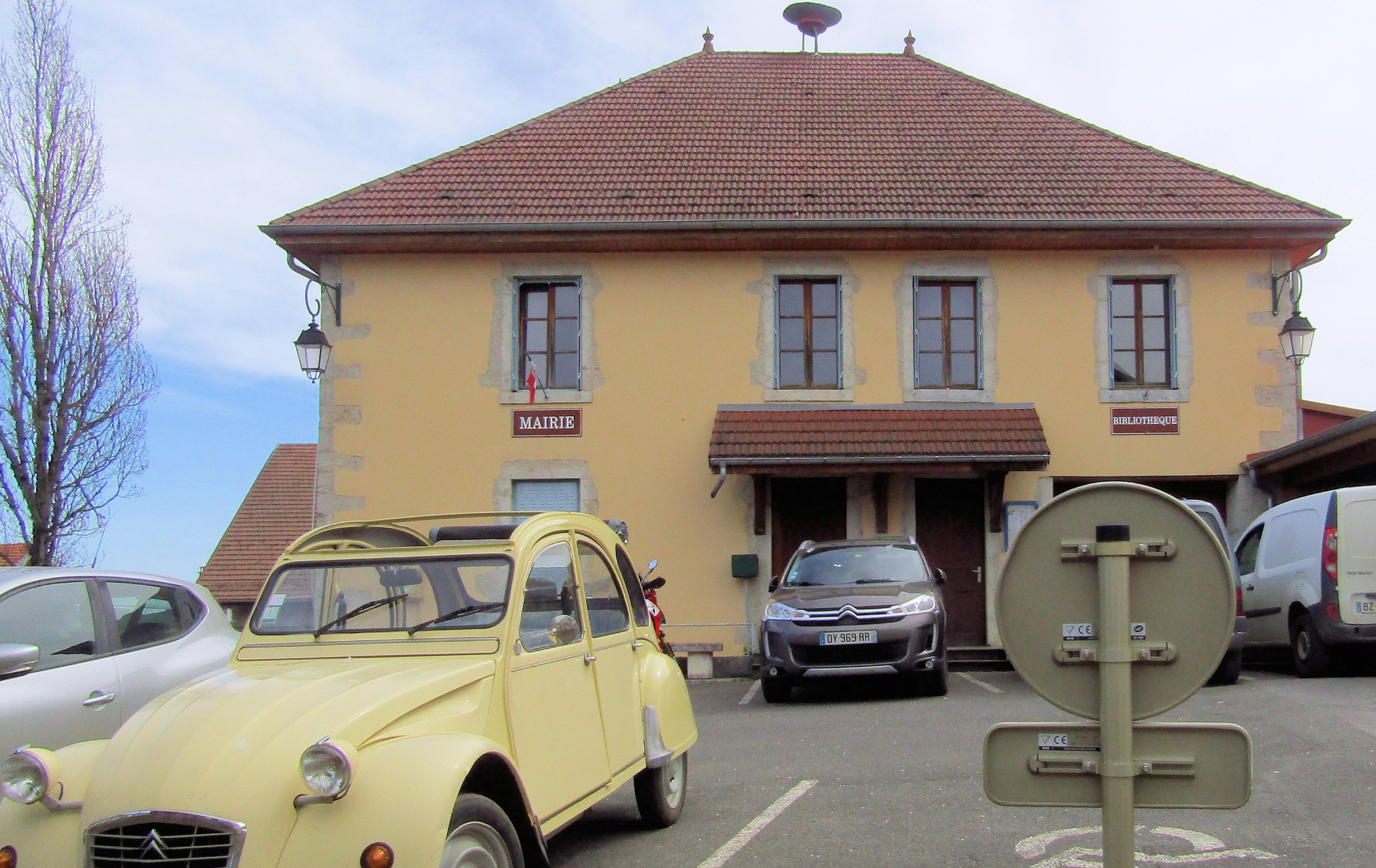
La mairie.

| Période                                  | Période                     | Identité                                           | Étiquette | Qualité |
| ---------------------------------------- | --------------------------- | -------------------------------------------------- | --------- | ------- |
| avant 1981                               |                             | Emile Guyot                                        |           |         |
| 1995                                     | mars 2008                   | Raymond Devaux                                     |           |         |
| mars 2008                                | En cours (au 1er juin 2020) | Philippe Franchini, Réélu pour le mandat 2020-2026 | DVD       | Artisan |
| Les données manquantes sont à compléter. |                             |                                                    |           |         |

## Démographie
L'évolution du nombre d'habitants est connue à travers les recensements de la population effectués dans la commune depuis 1793. Pour les communes de moins de 10 000 habitants, une enquête de recensement portant sur toute la population est réalisée tous les cinq ans, les populations de référence des années intermédiaires étant quant à elles estimées par interpolation ou extrapolation. Pour la commune, le premier recensement exhaustif entrant dans le cadre du nouveau dispositif a été réalisé en 2005.

En 2022, la commune comptait 626 habitants, en évolution de +3,13 % par rapport à 2016 (Doubs : +1,88 %, France hors Mayotte : +2,11 %).
| 1793 | 1800 | 1806 | 1821 | 1831 | 1836 | 1841 | 1846 | 1851 |
| ---- | ---- | ---- | ---- | ---- | ---- | ---- | ---- | ---- |
| 476  | 479  | 512  | 557  | 580  | 669  | 652  | 677  | 636  |

| 1856 | 1861 | 1866 | 1872 | 1876 | 1881 | 1886 | 1891 | 1896 |
| ---- | ---- | ---- | ---- | ---- | ---- | ---- | ---- | ---- |
| 605  | 643  | 664  | 644  | 625  | 641  | 633  | 618  | 592  |

| 1901 | 1906 | 1911 | 1921 | 1926 | 1931 | 1936 | 1946 | 1954 |
| ---- | ---- | ---- | ---- | ---- | ---- | ---- | ---- | ---- |
| 599  | 518  | 515  | 449  | 453  | 483  | 491  | 457  | 441  |

| 1962 | 1968 | 1975 | 1982 | 1990 | 1999 | 2005 | 2006 | 2010 |
| ---- | ---- | ---- | ---- | ---- | ---- | ---- | ---- | ---- |
| 515  | 551  | 650  | 617  | 629  | 574  | 603  | 588  | 587  |

| 2015 | 2020 | 2022 | - | - | - | - | - | - |
| ---- | ---- | ---- | - | - | - | - | - | - |
| 604  | 622  | 626  | - | - | - | - | - | - |

## Culture locale et patrimoine

### Lieux et monuments
- La Maison Sorribès, du XVIIIe siècle, inscrite aux monuments historiques en 1997.
- L'église de l'Assomption, datant de 1764.
- L'église Saint-Claude de Droitfontaine.
- La chapelle de la Combe.
- La chapelle de La Violette.

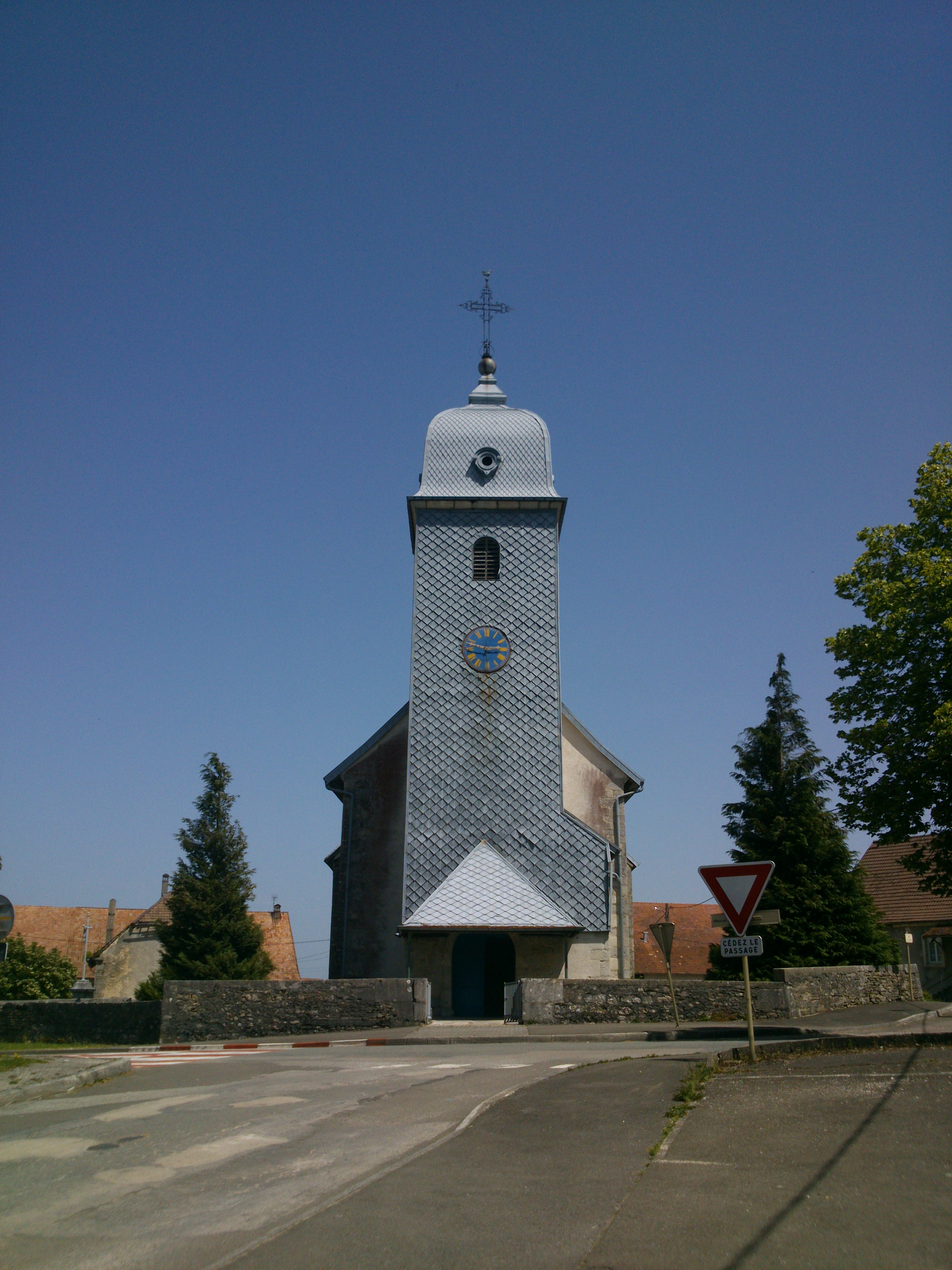
L'église de l'Assomption.
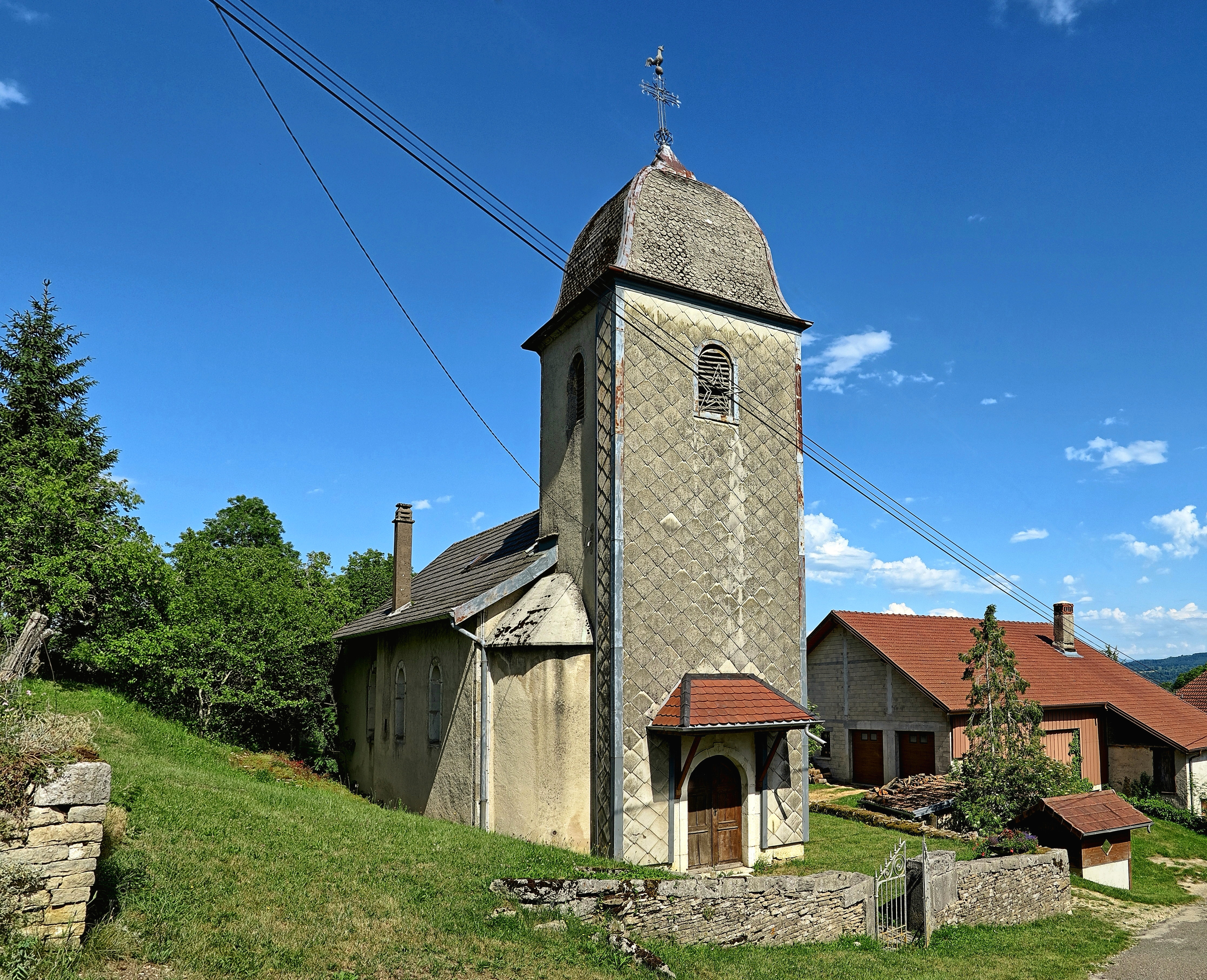
L'église Saint-Claude de Droitfontaine.
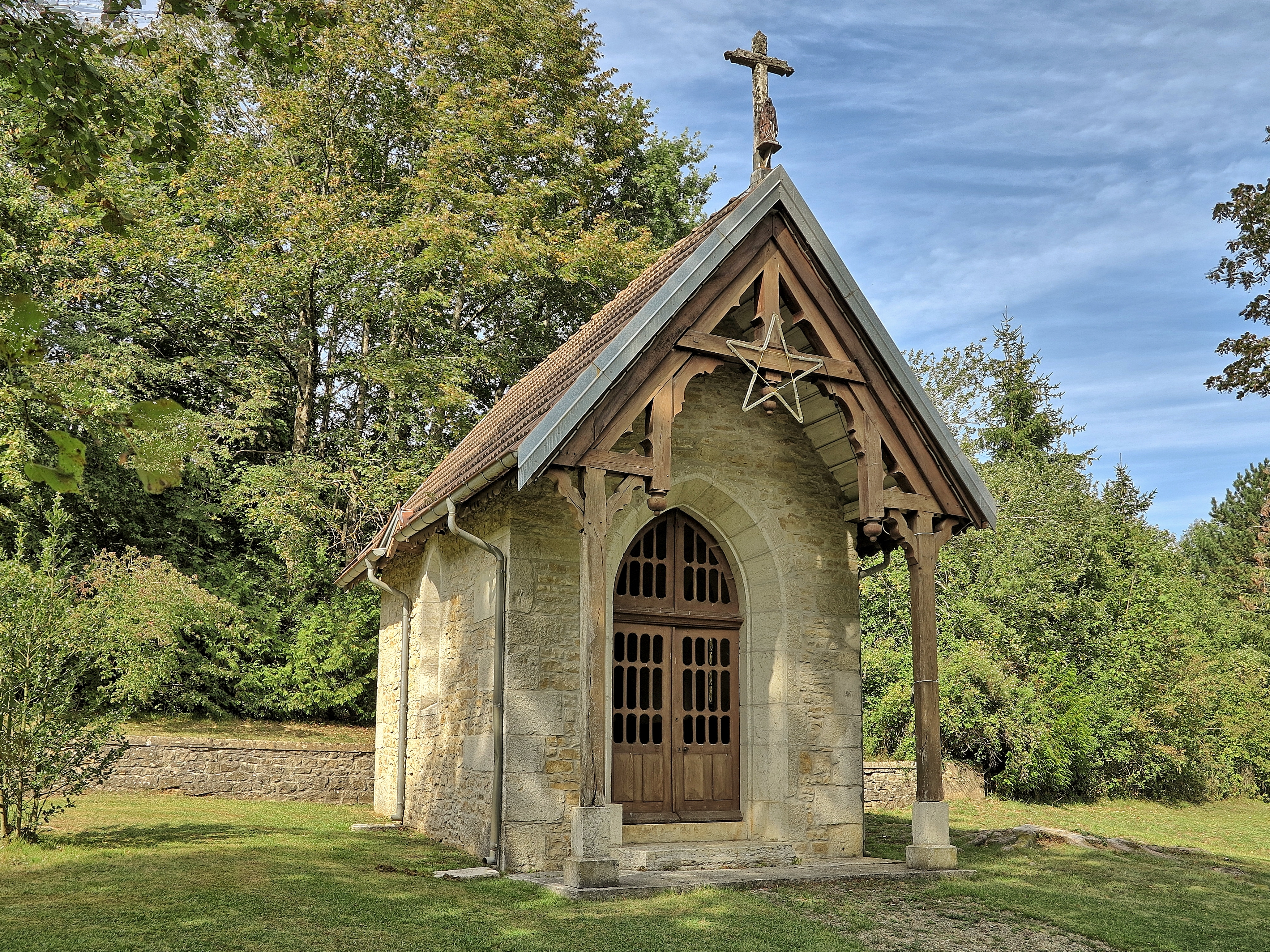
La chapelle de La Combe.
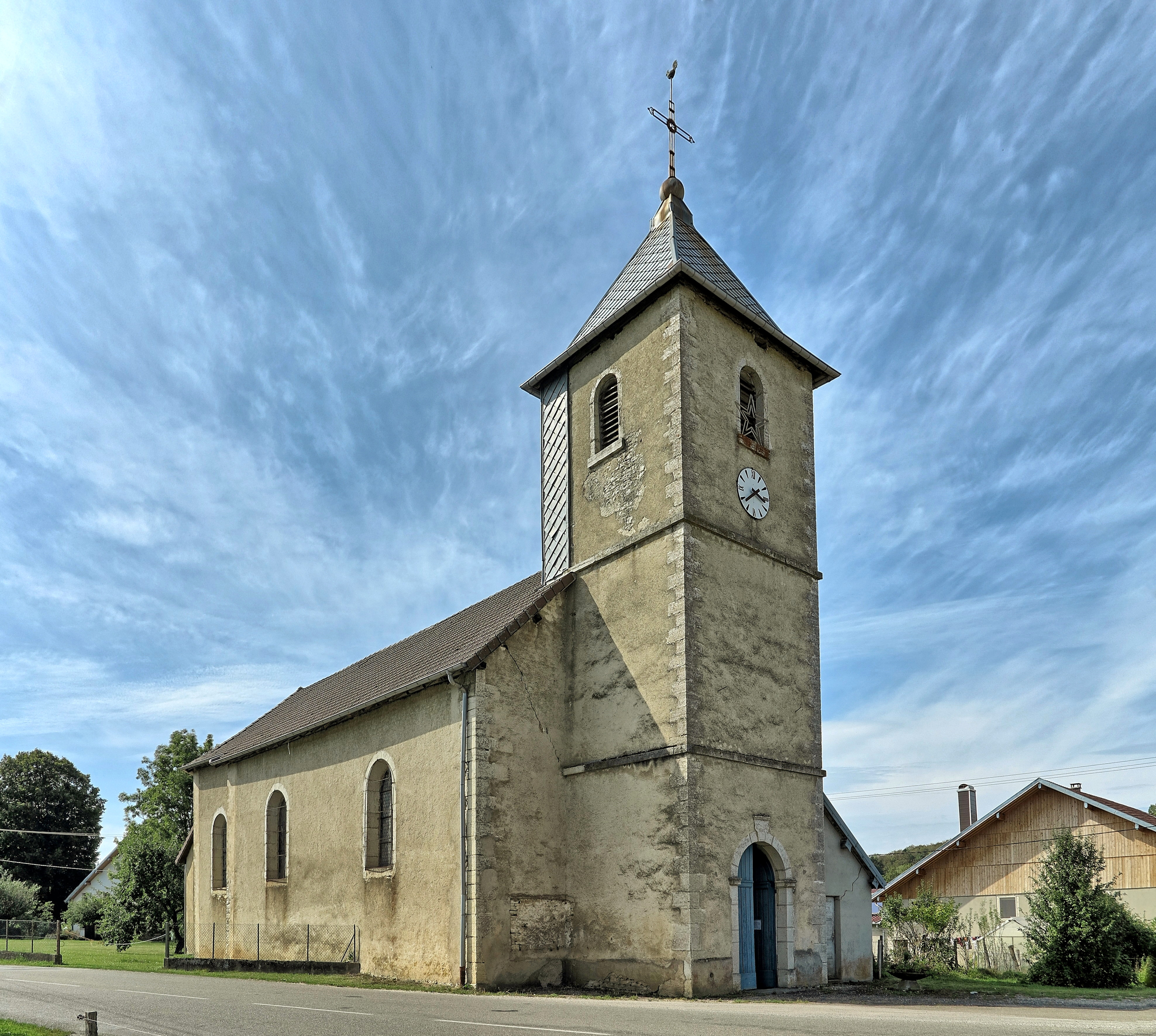
La chapelle de La Violette.